# 名古屋文化学園保育専門学校
名古屋文化学園保育専門学校（なごやぶんかがくえんほいくせんもんがっこう）は、愛知県名古屋市東区にある私立専修学校。学校法人名古屋文化学園が運営する。

## 概要
８０年の長い歴史と伝統をもつ保育専門学校であり、文部科学大臣より 幼稚園教員養成校として、厚生労働大臣より 保育士養成校に指定されている。

### 運営主体
- 学校法人・名古屋文化学園

### 学校長
- 加藤紳一郎

### 所在地
- 〒461-0011：愛知県名古屋市東区白壁1-54

## 沿革
- 1945年（昭和20年） - 名古屋文化クラブとして発足[1]。
- 1948年（昭和23年） - 名古屋文化学園と改称[1]。
- 1952年（昭和27年） - 名古屋文化幼稚園を開設[1]。
- 1954年（昭和29年） - 名古屋文化学園幼稚園教員養成所と改称[1]。
- 1957年（昭和32年） - 学校法人名古屋文化学園に組織変更[1]。
- 1973年（昭和48年） - 名古屋文化学園幼稚園教員保母養成所と改称[1]。
- 1976年（昭和51年）9月 - 専修学校の認可を受ける[1]。名古屋文化学園保育専門学校に改組[1]。
- 1995年（平成7年） - 3月の卒業生より、専門士称号が付与される。

## 学科
保育科
- 総合こどもコース
- 国際こどもコース
- 午前コース
- 午後コース
- 夜間コース

## 取得資格・免許状
幼稚園教諭二種免許状・保育士資格

## 卒業後の進路

### 就職
- 長い伝統から各地の幼稚園、認定こども園、保育園との太いパイプがあり、東海地方を中心に日本各地で就職している。
- 系列園に就職する者は例年５名程度であり、他の幼稚園、保育園、こども園に就職する者が大多数である。
- 近年では、幼稚園、こども園、保育園の他に、こども関係の企業に就職する者もいる。

### 編入・進学
- 金城学院大学人間科学部現代子ども学科３年次編入　椙山女学園大学教育学部子ども発達学科３年次編入、Imagine Educationイマジンエデュケーション（オーストラリア）

## アクセス
- 名古屋市営地下鉄名城線 名古屋城駅下車。徒歩7分。
- 名鉄瀬戸線 東大手駅下車。徒歩4分。
- 市バス・名鉄バス　清水口下車　徒歩3分。